# Krystyna Tarnowska
Krystyna Tarnowska-Konarek (ur. 25 października 1918 w Sosnowcu, zm. 1 czerwca 1991 w Warszawie) – polska tłumaczka literatury angielskojęzycznej, autorka poradników kulinarnych.

## Życiorys
Jej rodzicami byli Włodzimierz Horko (zm. 1928) i Aniela Maria z domu Davidson. Jej bratem był Tadeusz Horko (1913–1976), dwaj bracia, Andrzej (1924–?) i Maciej (1927–?) zaginęli podczas powstania warszawskiego jako żołnierze Szarych Szeregów. Po śmierci ojca zamieszkała w 1929 z matką i rodzeństwem w Warszawie. Ukończyła Gimnazjum Haliny Gepnerówny. W latach 1935–1937 studiowała na Wydziale Politycznym Szkoły Nauk Politycznych w Warszawie. Studia przerwała po wyjściu za mąż (jej mężem był Kazimierz Tarnowski, adwokat). W roku akademickim 1938/1939 studiowała polonistykę na Uniwersytecie Warszawskim.
W czasie II wojny światowej służyła w Armii Krajowej, w 1942 została aresztowana razem z mężem w tzw. sprawie szwedzkiej, była więziona na Pawiaku, została zwolniona w czerwcu 1943. Uczestniczyła w powstaniu warszawskim, po jego upadku była więziona w obozach koncentracyjnych w Auschwitz i Ravensbrück. W marcu 1945 uciekła z transportu jenieckiego.
W październiku 1945 wyjechała do Wielkiej Brytanii, od stycznia 1946 mieszkała ponownie w Warszawie. W 1948 debiutowała jako tłumaczka książką Archibalda Josepha Cronina Zielone lata. W kolejnych latach zajmowała się pracą przekładową, poza publikacjami książkowymi publikowała też na łamach Nowej Kultury (1960–1963) i Literatury na Świecie (1971–1977). Napisała też wraz z Barbarą Szczepańską poradniki kulinarne Obiady na cztery pory roku (1984), Śniadania i kolacje na cztery pory roku (1986), Posiłki pod gruszą (1990), wydane i wielokrotnie wznawiane przez Państwowe Wydawnictwo Rolnicze i Leśne.
Była sygnatariuszką Memoriału 101. 23 sierpnia 1980 dołączyła do Apelu 64 uczonych, pisarzy i publicystów do władz komunistycznych o podjęcie dialogu ze strajkującymi robotnikami. Działała w Prymasowski]m Komitecie Pomocy Osobom Pozbawionym Wolności i ich Rodzinom kierowała w nim Zespołem Ewidencji.
Była członkiem Związku Literatów Polskich (1952–1983), od 1980 członkiem Zarządu Głównego ZLP, członkiem  Polskiego PEN Clubu (w latach 1966–1972 członkiem jego zarządu), od 1989 członkiem Stowarzyszenia Pisarzy Polskich.
Za swoje tłumaczenia otrzymała Nagrodę ZAiKS-u (1962 – za powieść Laurence Sterne'a Życie i myśli JW Pana Tristrama Shandy, 1985), Nagrodę Polskiego PEN Clubu za przekład z literatury obcej na język polski (1966), Nagrodę Fundacji Alfreda Jurzykowskiego (1980).
Po rozwodzie z pierwszym mężem, w 1967 poślubiła Andrzeja Konarka, tłumacza literatury antycznej i angielskiej.

## Przekłady

### Proza
- Archibald Joseph Cronin, Zielone lata (1948)
- Howard Fast, Niezwyciężony (1949)
- Jack London, Mieszkańcy otchłani (1950)
- Bhabani Bhattacharya, Tak wiele jest głodów (1951)
- Jack Lindsay, Opowieść o roku 1649 (1951)
- Jack Lindsay, Stracone prawo (1951 – razem z Marią Kurecką)
- Howard Fast, Spartakus (1954)
- Mark Twain, Przygody Hucka (1955)
- Daniel Defoe, Fortunne i niefortunne przypadki Moll Flanders (1955)
- Charles Dickens, Świerszcz za kominem (1955)
- Gilbert Keith Chesterton, Żywy człowiek (1956 – tłumaczenie Zygmunta Jakimiaka przejrzane i poprawione przez Krystynę Tarnowską)
- Agatha Christie, N czy M? Piąta Kolumna działa (1956)
- Archibald Joseph Cronin, Doktor Robert Shannon (1956)
- Elizabeth Gaskell, Mary Barton (1956)
- Jack London, Księżycowa dolina (1957)
- Charles Dickens, Opowieści wigilijne (1958) – zawiera: Kolęda, Dzwony, Świerszcz za kominem, Bitwa o życie, Nawiedzony
- Ernest Hemingway, Mieć i nie mieć (1958)
- Robert Graves, Brązowa Antigua (1958)
- Laurence Sterne, Życie i myśli JW Pana Tristrama Shandy (1958)
- David Garnett, Róże miłości (1960)
- Mark Twain, Pod gołym niebem (1960)
- Archibald Joseph Cronin, Dziennik północy (1961)
- Walter Scott, Narzeczona z Lammermoor (1961)
- Virginia Woolf, Pani Dalloway (1961)
- Phoebe Erickson, Szop, który miał na imię Daniel (1962)
- Malcolm Lowry, Pod wulkanem (1963)
- Thomas Clayton Wolfe, Spójrz ku domowi, aniele (1963)
- James Barlow, Patrioci (1964–1965 – na łamach Trybuny Robotniczej i następnie Gazety Pomorskiej jako Spadochroniarze, wyd. książkowe 1965)
- Erskine Caldwell, Jenny (1965)
- Robert Lewis Taylor, Podróże Jaimiego McPheetersa (1965)
- Kim (właśc. John Sweet), Chłopcy z Puhawai (1965)
- Walter Scott, Piękne dziewczę z Perth (1965)
- Hugh Walpole, Książka z obrazkami (1965 – fragment powieści Jeremy and Hamlet)
- James Baldwin, Głoś to na górze (1966)
- Clive Dalton, Czółno malajskie (1966)
- Katherine Anne Porter, Statek szaleńców (1967)
- Dorothy Sterling, Wolni na zawsze (1966)
- Victor Sawdon Pritchett, W jaskini lwa (1968)
- Nathaniel Hawthorne, Pałac Cyrce (1969)
- Cyril Northcote Parkinson, Spisek kucyków (1969)
- Anna Rutgers van der Loeff, Lawina (1969)
- Robert Lewis Taylor, Podróż do Matecumbe (1969)
- Nancy Faulkner, Tajemniczy szyfr (1970)
- Muriel Spark, Memento mori (1970)
- William Carlos Williams, Farmerskie córki (1970)
- James Baldwin, Na spotkanie człowiek (1971 – z Wacławą Komornicką i Ewą Krasińska)
- Saul Bellow, Herzog (1971)
- Max Fatchen, Królowie rzeki (1971)
- Nathaniel Hawthorne, Midas, złoty król (1971)
- Katherine Anne Porter, Biały koń, biały jeździec (1971)
- Eric Malpass, O siódmej rano (1972)
- Iris Murdoch, Dzwon (1972)
- Joseph Conrad, Sześć opowiadań (1973)
- Nathaniel Hawthorne, Opowieści z zaczarowanego lasu. Mity greckie (1973 – z Andrzejem Konarkiem)
- Sterling North, Wilczek (1973)
- 32 współczesne opowiadania amerykańskie (1973)
- Margaret Drabble, Sezon w teatrze Garricka (1974)
- Iris Murdoch, Skromna róża (1974)
- Laurie Lee, Jabłecznik i Rosie (1975)
- Audrey Lousada, Kłusownicy w Serengeti (1975)
- Clare Compton (właśc. Hilda Hewett), Cukiernia pod Pierożkiem z Wiśniami (1976)
- Ronald Frederick Delderfield, Przygody Bena Gunna (1976)
- Iris Murdoch, Czarny książę (1977)
- Elizabeth Stucley, Kamienica pod Magnolią (1977)
- E.M. Forster, Droga do Indii (1979 – z Andrzejem Konarkiem)
- Roger Lancelyn Green(inne języki), O królu Arturze i Rycerzach Okrągłego Stołu (1979 – z Andrzejem Konarkiem)
- Nathaniel Hawthorne, Trzy złote jabłka (1980 – z Andrzejem Konarkiem)
- Robert Louis Stevenson, Wyspa skarbów (1981 – z Andrzejem Konarkiem)
- Saul Bellow, Dar Humboldta (1982 – z Andrzejem Konarkiem)
- Saul Bellow, Henderson, król deszczu (1983)
- Conrad Richter, Światło w lesie (1984 – na łamach Świata Młodych, wyd. książkowe - 1985)
- Baśnie i legendy szkockie (1985)
- Jack Shaefer, Kanion (1986)
- Pamela Lyndon Travers, Mary Poppins na ulicy Czereśniowej (1987 – z Andrzejem Konarkiem)
- Mark Twain, Feralny krążek (1987)
- Pamela Lyndon Travers, Mary Poppins i numer 18 (1991 – z Andrzejem Konarkiem)

### Utwory sceniczne
- Sutton Vane, Ostatni rejs (1956)
- John Osborne, Miłość i gniew (1957 – z Wacławą Komarnicką)
- John Osborne, Music Hall (1958 – z Wacławą Komarnicką)
- Dylan Thomas, Pod mlecznym lasem (1958 – z Andrzejem Nowickim)
- Arthur Miller, Czarownice z Salem (1959 – z Wacławą Komarnicką)
- William Saroyan, Zabawa jak nigdy (1959 – z Andrzejem Nowickim)
- Shelagh Delaney, Smak miodu (1959 – z Wacławą Komarnicką)
- Eugene O’Neill, Księżyc świeci nieszczęśliwym (1960 – z Teodorą Żukowską)
- Graham Greene, Ustępliwy kochanek (1961 – z Andrzejem Nowickim)
- Eugene O’Neill, Po długim dniu zapada noc (1961 – z Wacławą Komarnicką)
- Edmund Morris, Drewniana miska (1962 – z Andrzejem Nowickim)
- Johnnie Mortimer, Przerwa obiadowa (1962)
- James Saunders, Następnym razem zaśpiewam dla ciebie (1968 – z Anną Trzeciakowską)
- John Wain, Sentymentalne pokolenie (1968)
- George Bernard Shaw, Cezar i Kleopatra (1972)
- George Bernard Shaw, Przed ślubem (1972)
- Edward Anthony Whitehead, Alfa Beta (1973)

### Pozostałe
- Herbert Read, Sens sztuki (1965)
- Viola Sach, Idee przewodnie literatury amerykańskiej (1966 – z Franciszkiem Lyrą)
- Listy Ellen Terry i Bernarda Shaw (1981)
- Zbigniew Brzeziński, Wielkie bankructwo. Narodziny i śmierć komunizmu w XX wieku (1990 – Andrzejem Konarkiem)
- Isaiah Berlin, Jeż i lis. Esej o pojmowaniu historii u Tołstoja (1993 – z Andrzejem Konarkiem i Henrykiem Krzeczkowskim)